# Johann Jakob Waldschmidt

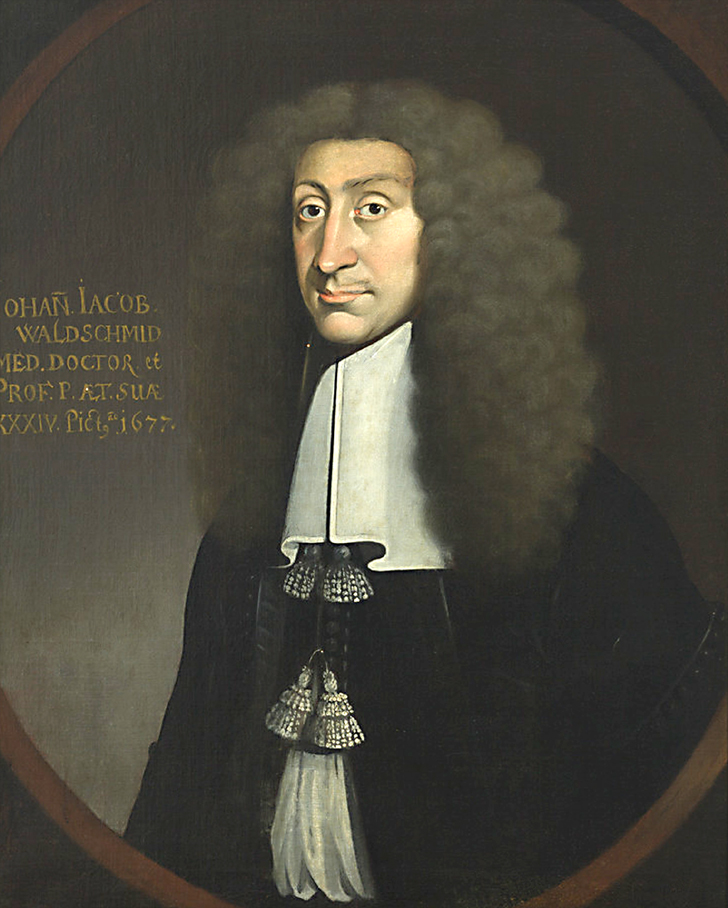
Johann Jacob Waldschmidt

Johann Jakob Waldschmidt (auch Johannes Jacob Waldschmidt, * 13. Januar 1644 in Rodheim; † 12. August 1689 in Marburg) war ein hessischer Mediziner und Professor für Medizin und Physik an der Universität Marburg.

## Leben
Johann Jakob Waldschmidt war ein Sohn des Rodheimer Predigers Conrad Waldschmidt und studierte unter anderem an den Universitäten Prag, Wien und Gießen Medizin. 1667 wurde er in Gießen promoviert und ließ sich anschließend in Hanau als Arzt nieder. 1674 folgte er dem Ruf als ordentlicher Professor der Medizin und Physik an die Universität Marburg. In den Jahren 1677, 1679, 1684 und 1686 war er Dekan der Medizinischen Fakultät und in den Jahren 1677, 1685 und 1686 Rektor der Universität Marburg. Er war eng mit dem Mediziner und Leibarzt des Landgrafen von Hessen-Cassel Johann Doläus befreundet, mit dem er gemeinsam über Arzneien forschte.
Am 25. Januar 1678 wurde Johann Jakob Waldschmidt unter der Matrikel-Nr. 75 mit dem akademischen Beinamen Priamus als Mitglied in die Leopoldina aufgenommen.
Der Mediziner Wilhelm Hulderich Waldschmidt und der Rechtswissenschaftler und Philosoph Johann Wilhelm Waldschmiedt waren seine Söhne.